# تپه مرتضی علی خاش
تپه مرتضی علی خاش مربوط به سدهٔ ۹ و۱۰ ه.ق است و در شهرستان خاش، روستای ناصری واقع شده و این اثر در تاریخ ۷ مهر ۱۳۸۱ با شمارهٔ ثبت ۶۱۰۲ به‌عنوان یکی از آثار ملی ایران به ثبت رسیده است.